# Geert Van Loo
Geert Van Loo is een personage in de VTM-televisieserie Familie. Het personage werd gespeeld door Govert Deploige.

## Overzicht
Geert Van Loo komt als ingenieur een revolutionair project aanbieden bij VDB Electronics. Directeur Peter Van den Bossche is dolenthousiast en neemt hem meteen in dienst. Samen met Bart Van den Bossche werkt hij de plannen uit, maar eens alles klaar is en de dag van de persvoorstelling aanbreekt, is er van Geert geen spoor meer te bekennen. Eén dag later wordt Bart gearresteerd wegens bedrijfsspionage: de plannen zouden gestolen zijn.
Intussen is Van Loo – in werkelijkheid een mannetje van Xavier Latour – een nieuw leven begonnen in Argentinië. Wanneer Bart weer vrijkomt, komt hij Van Loo op het spoor en reist hij hem achterna. Latour krijgt weet van de situatie en volgt Bart, met als doel hem uit te schakelen. Hij raakt Bart echter kwijt en krijgt enkel Van Loo te zien. Latour krijgt een ingeving en schiet hem dood, waarna Bart verdacht wordt van moord en opnieuw achter de tralies belandt.